# GoGo Penguin

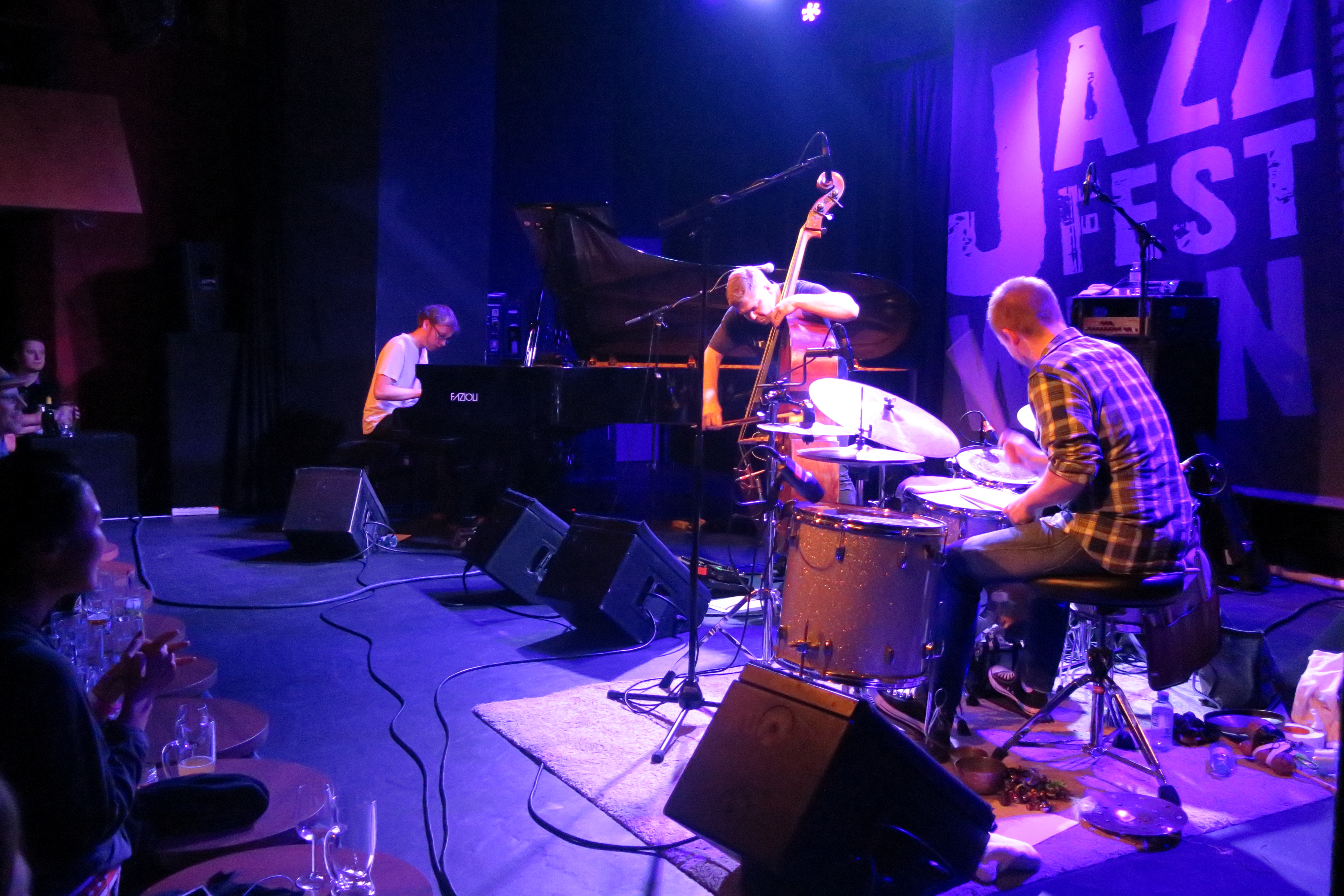
GoGo Penguin im Wiener Porgy & Bess (2016)

GoGo Penguin ist ein britisches Fusiontrio, das 2012 in Manchester von dem Pianisten Chris Illingworth, dem Bassisten Nick Blacka und dem Schlagzeuger Rob Turner gegründet wurde und „avancierte elektronische Tanzmusik auf akustischen Instrumenten“ darbietet.
Die Band legt „eine souveräne Rhythmusachse“ unter melodische Klang-Landschaften mit songhaften Strukturen mittels zentraler, raumgreifender Bassfiguren und Live-Drum&Bass. Ab 2012 veröffentlichte sie zwei Alben auf dem Gondwana-Label, zunächst Fanfares,  dem 2014 v2.0 folgte. Für das zweite Album wurde sie 2014 für den Mercury Prize nominiert. Anfang 2015 schloss die Gruppe einen Plattenvertrag mit Blue Note Records, wo sie ihr (drittes) Album Man Made Object 2016 veröffentlichte. Als zweites Werk der Band für das Label folgte im Februar 2018 A Humdrum Star. 2019 erschien die EP Ocean in a Drop: Music for Film, die von Philip Glass’ Musik zum Dokumentarfilm Koyaanisqatsi von 1982 inspiriert wurde, den sie 2017 bereits live in der Hamburger Elbphilharmonie vertont hatten. Ende 2021 verließ Schlagzeuger Rob Turner die Band und wurde durch Jon Scott ersetzt.

## Diskografie
Studioalben
- 2012: Fanfares
- 2015: V2.0
- 2016: Man Made Object[5]
- 2018: A Humdrum Star
- 2019: Ocean in a Drop
- 2020: GoGo Penguin[6]
- 2021: GGP/RMX[7]
- 2022: Between Two Waves
- 2023: Everything Is Going to Be OK[8]
- 2025: Necessary Fictions[9]